# Pelayo Castro Zuzuárregui
Pelayo Castro Zuzuárregui (Valencia, 14 de abril de 1976) es un diplomático del Servicio Europeo de Acción Exterior (SEAE).  
En la actualidad ocupa el puesto de Deputy Managing Director para las Américas en el Servicio Europeo de Acción Exterior (SEAE) en Bruselas. Anteriormente se desempeñó como Asesor en el Gabinete del Alto Representante / Vicepresidente de la Comisión Europea, Josep Borrell, y como Jefe de División para Egipto, Siria, Líbano y Jordania en el SEAE.
De septiembre de 2019 a agosto de 2021 ejerció de Embajador y Jefe de la Delegación de la Unión Europea en Nicaragua. 
De septiembre de 2015 a agosto de 2019 fue Embajador y Jefe de la Delegación de la Unión Europea en Costa Rica.  
Su trayectoria ha estado vinculada a las relaciones exteriores de la Unión Europea desde diferentes cargos e instituciones. Trabajó como Consejero en el Gabinete de la Alta Representante de la Unión para Asuntos Exteriores y Política de Seguridad , Catherine Ashton participando activamente en la creación del Servicio Europeo de Acción Exterior. Fue Jefe de la División de Relaciones con el Parlamento Europeo y Parlamentos Nacionales del Servicio Europeo de Acción Exterior durante los mandatos de Catherine Ashton y Federica Mogherini. Anteriormente, trabajó como asesor en la Presidencia del Gobierno de España, siendo presidente José Luis Rodríguez Zapatero  e inició su carrera como funcionario europeo en la secretaría de la Comisión de Comercio Internacional del Parlamento Europeo. 
Pelayo Castro es licenciado en Ciencias Políticas, especialización en relaciones internacionales, por la Universitat Autónoma de Barcelona y Máster en Estudios Europeos del Colegio de Europa de Brujas gracias a una beca del Patronat Catala Pro Europa. Tras la obtención de una beca de La Caixa se incorpora a Georgetown University para cursar el Master of Science in Foreign Service (MSFS), donde logra al mismo tiempo el Certificado Honorífico “Karl F. Landegger” en International Business Diplomacy y se gradúa con el Dean’s Award for Academic Excellence y la Distinction in Oral Examination.